# WBKO
WBKO（チャンネル13）は、アメリカ・ケンタッキー州ボーリンググリーンにあるテレビ局で、ABC、FOX、The CW Plusと提携している。グレイ・テレビジョンが所有しており、ボーリンググリーンの西側にある州間高速道路65号線との交差点近くのラッセルビル・ロード（US 68/KY 80）にスタジオを維持している。送信所は、非法人地域のウォーレン郡北部にある。
1962年にWLTVとして放送され、ネットワークに所属していない5年後、1967年からABCと提携している。1969年に、送信タワーがダイナマイト事件でその基地から吹き飛ばされた。WLTVは翌年に売却され、新しい伝送設備が建設され、ケンタッキー州中南部の多くの歴史において、テレビのニュース・情報の唯一の情報源として浮上した。2002年からグレイが所有している。

## 歴史

### WLTVとして
1956年、2つのグループが連邦通信委員会（FCC）に提出し、ケンタッキー州南部に割り当てられた唯一のVHF周波数であるボーリンググリーンのチャンネル13にテレビ局を建設した。最初に提出したグループは、インディアナ州でテレビ局を所有していたサルケス・タルジアン（Sarkes Tarzian）だった。その後まもなく、ナッシュビルに拠点を置くゼネラル・シュー・コーポレーション（General Shoe Corporation）のケンタッキー州代表であるジョージ・A・ブラウン・ジュニア（George A. Brown, Jr.）から2番目の申請が行われた。委員会が聴聞会の申請を互いに指定したのは1957年2月で、ブラウンに代表される地元の所有権を上回った要因として、聴聞会の審査官が彼の優れた番組編成計画と放送経験を引用して、チャンネルの最初のうなずきをタルジアンに与えるのにさらに18ヶ月かかった。ブラウンは最初の決定を上訴し、FCCは1959年に彼に許可を与えた。
ブラウンと妻のネリーは、コールサインWITB（開局前にWLTVに変更）を受け取り、1960年に元RCAエンジニアのジョー・ウォルターズと共にアーガス・ブロードキャスティング・コーポレーション（Argus Broadcasting Corporation）を設立した。スタジオと送電施設の建設は、1961年の初めに、国道231号線のハドリー近くのボーリンググリーンの北12マイル（19 km）の場所で始まった。
WLTVは1962年6月3日に開局した。「Wonderfully Live Television」のスローガンに相応しい、生放送のレスリング、ミュージカル、ニュース番組などの制作を行い、最初の5年間は独立局だった。ある子供向け番組『サンダウン・アンド・フレンズ（Sundown and Friends）』では、ハドリーの局構内で飼育された生きている動物を起用した。1967年1月、最終的にABCとの提携を取得する前に、ほぼ5年間ネットワーク番組なしで継続した。番組は、オフエアピックアップと、ナッシュビルにあるABC系列のWSIX-TVを、ボーリンググリーンのダウンタウンにある旧州兵の兵器庫にある新スタジオに送るプライベートマイクロ波リンクによって受信された。

### 1969年の送信タワーダイナマイト事件
1969年9月26日2:00、ボーリンググリーンとその周辺のウォーレン郡全体の住民が爆風を聞いた。太陽が昇ると、危険な光景が現れ、WLTVタワーは、同局の603フィート（184 m）のタワーの基部に、推定48本のダイナマイトが発射された後、中央で曲がって15度傾いていおり、送信所のエンジニアが運転して仕事をしているのを迎えた。窓は、爆発からの破片が屋根の穴を開けた送信所の建物と、周囲の2つの家で揺れた。エンジニアは既に夜を明かしていたので、怪我はなかった。手がかりの探求は、考えられる1つの理由に集中した。WLTVはここ数ヶ月、ボーリンググリーン地域の犯罪に関する社説で知られるようになった。しかし、調査を続けるための情報は殆ど無かった。10月に大陪審が召集され、WLTVのニュースディレクターが証言したが、起訴は行われなかった。証拠の多くは爆風自体によって破壊された。
その間、すぐにWLTVからサービスを回復する努力が始まった。アーマリースタジオへのマイクロ波リンクが切断された状態で、限られたローカル放送を許可するために機器が送信所にカートで戻され、金網からの間に合わせのアンテナがテストされた。損傷したマストは10月1日に故意に降ろされ、労働者は一時的な150-フート (46 m)の塔を建て始めることができた。アンテナはカリフォルニアから空輸で出荷された。これらの施設から、WLTVは10月6日に放送を再開した。

### WBKO
1970年2月、アーガスは、ルイビルのリンカーン・インターナショナル・コーポレーションの子会社であるプロフェッショナル・テレキャスティング・システムズ株式会社（Professional Telecasting Systems, Inc.）にWLTVを売却する契約を締結した。プロフェッショナルはすぐに、同局を再構築してフルパワーサービスを再び提供し、カラー放送を開始するタスクを完了することを約束した。当時、WLTVで見られた唯一のカラー番組はABCから再放送された。100万ドルの取引は、同年6月にFCCによって承認された。
プロフェッショナルは、ボウリンググリーンの北ではなく、リチャーズビルの近くの南にある場所で、WLTVの伝送施設を再構築することを選択した。新しいイメージを完成させるために、所有者はコールサインをWBKOに変更することも申請した。
1971年2月、WBKOは新しいコールサインを採用し、数十万ドルの資本増強の一環として提供されていた新しい伝送設備をアクティブにした。
1976年、リンカーン・インターナショナルはWBKOをゼネラルマネージャーのクライド・ペイン（Clyde Payne）と地元のビジネスマンのグループが率いる会社であるブルーグラス・メディア（Bluegrass Media）に売却した。ブルーグラスの所有下で、WBKOは1981年にかつてのドライブイン映画館の敷地内に新しいスタジオ施設を建設する計画を立てた。しかし、これらは決して実を結ばなかった。ペイングループは1983年にWBKOをベネデク・ブロードキャスティングに売却し、ペインはゼネラルマネージャーとして残った。
ペインは、WBKOの長続きするリーダーであり、全米放送事業者協会の理事会およびABC加盟組織の理事長を務める尊敬される放送局であることが証明される。1977年、アービトロンはボーリンググリーンをナッシュビルから切り出した独自の支配的な影響力のある地域として初めて分類した。WBKOは新しいADIの唯一の商用放送局だった。ニールセン・メディア・リサーチは1985年に追随し、ボーリンググリーン指定市場エリアを構成した。彼は、1989年12月に、ボーリンググリーンの最初の競合する地元の商業アウトレットであるWQQB（チャンネル40、後にWKNT、現：WNKY）の開局まで同局を率いた。彼はまた、ABCが1993年に『NYPDブルー』を開始させた時、同番組の放送を拒否した。放映を拒否した系列は48局いたが、ペインは最も目立つ代表者であり、『ドナヒュー』のエピソードに出演し、ニューヨークの視聴者に番組が「ボーリンググリーンでは機能しない」と言ったことに嘲笑された。1997年、テレビの視聴率が現実のものとなり、ペインはWBKOで『NYPDブルー』の放送を開始することを選択した。その間、WKNTは番組を放送していた。同年後半、ペインはゼネラルマネージャーとしての役割を辞め、ベネデックの企業で直接働いた
。
1998年、ベネデックとのグループ契約の一環として、WBKOと地元のケーブルプロバイダーは、ボウリンググリーン地域向けのThe WB 100+ステーション・グループのローカルフィードである「WBWG」（後に「WB 12」と呼ばれる）を開始し、WBKOはベンチャーに販売とプロモーションの機会を提供した。また、ケーブルのWKRN-TVに取って代わった。

### グレイの所有権
2000年代初頭、ベネデクでは財政問題が発生しました。2000年代初頭の不況により、広告の売り上げが落ち込み、1996年に発行された一連の債券に利息を支払うことができなくなり、第11章破産の申請が促された。WBKOを含むベネデクの放送局のほとんどは、ジョージア州オールバニのグレイ・コミュニケーションズ・システムズ（Gray Communications Systems、現：グレイ・テレビジョン）に売却された。グレイはすでにWBKOに精通していた。1997年には、南部の小さな市場で他の放送局を交換する一環として、WBKOの取引の可能性を分析した。
グレイの下で、WBKOは2006年にFOXサブチャンネルを追加した。WKNT（現：WNKY）は、NBCに切り替える前に1992年から2001年までFOXを搬送していたが、ケーブルでは、視聴者はナッシュビルからWZTVを受信していた。2006年にThe CWと提携し、The WBケーブルチャンネルがWBKOの3番目のサブチャンネルとなった。
長年にわたり、WBKOは市場リーダーであり、アメリカ国内で最も視聴されている小規模市場放送局の1つであり続けている。2008年には、100を超える市場で2番目に視聴率の高いABC系列であり、2018年には、ボーリンググリーンの全てのローカルテレビ広告収入の76.1％を占めた。2020年までに、週26時間のローカルニュース番組を制作した:25。

## 市場外の放送範囲
WBKOの信号は、ボーリンググリーンのテレビ市場を構成する6つの郡をはるかに超えて、セントラル・シティ、ホプキンズビル、ラッセルビル、リッチフィールド、エリザベスタウン、及びナッシュビルとボウリンググリーンの間の一部の地域が含まれるケンタッキー州中南部の数十のコミュニティに広がる。これらのコミュニティは、インディアナ州エバンズビル、ルイビル、レキシントン、ナッシュビルなどの隣接するメディアマーケットに引き込まれていますが、WBKOはこれらの地域でケーブルの長い歴史があり、一部はボーリンググリーン大都市圏 (ケンタッキー州)の一部であるか、ボーリンググリーンを中心とした地域経済開発努力に参加している。2014年の新しいABC提携協定により、WBKOがこれらの市場外エリアの一部にサービスを提供するケーブルプロバイダーに、局全体を再放送する機能を付与しなくなり、ネットワーク及び市場内のABC加盟局からのシンジケートサービスと共に、WBKOのローカル番組を放送するための高価なスイッチング機器に投資した。これらのコミュニティの一部のプロバイダーは、FCCに対し、WBKOの法定テレビ市場を変更してそれらを含めるように要請したことにより、2014年以前と同様にフルタイムのWBKOサービスを提供できる（シンジケーション独占の対象となる）。彼らは視聴者情報、彼らの地域のWBKOによって提供された報道、そしてナッシュビル市場に引き込まれたそれらの地域のために、主に別の州のテレビ局によって提供される「孤児郡（Orphan counties）」へのケンタッキー情報の提供を引用した。FCCはプロバイダーと合意し、WBKOの市場を変更して、これらの地域でのフルタイムのケーブル輸送を可能にした。

## 技術情報

### サブチャンネル
デジタル信号は多重化されている。
| チャンネル | ビデオ | アスペクト比 | 略称    | 番組編成           |
| ---------- | ------ | ------------ | ------- | ------------------ |
| 13.1       | 720p   | 16:9         | WBKO-HD | メインWBKO番組/ABC |
| 13.2       | 720p   | 16:9         | WBKO-FX | FOX                |
| 13.3       | 480i   | 16:9         | WBKO-CW | The CW             |

### 中継局
WBKOはデジタル中継局W34FG-D（チャンネル34）を操作することにより、ボーリンググリーンのすぐ近くでWBKOのVHF信号を受信する問題がある家庭、またはUHFアンテナのみが何らかの形でWBKOを受信できるようになる。

### アナログ-デジタル変換
2008年12月8日1:15、アナログ送信所を閉鎖した。この早期シャットダウンは、UHFチャンネル33の移行前デジタル設備を現在のVHFデジタル伝送装置に最終的に交換できるようにするために行われた。工事はクリスマスまでに完了する予定だったが、悪天候とタワークルーの休暇が予定されていたため、2009年初めまで工事は完了しなかった。